# Grand Prix Monako 2012
Grand Prix Monako 2012 (oficjalnie Grand Prix de Monaco 2012) – szósta runda Mistrzostw Świata Formuły 1 w sezonie 2012.

## Lista startowa
| Nr | Kierowca           | Zespół                        | Samochód          | Silnik               | Opony |
| -- | ------------------ | ----------------------------- | ----------------- | -------------------- | ----- |
| 1  | Sebastian Vettel   | Red Bull Racing               | Red Bull RB8      | Renault RS27-2012    | P     |
| 2  | Mark Webber        | Red Bull Racing               | Red Bull RB8      | Renault RS27-2012    | P     |
| 3  | Jenson Button      | Vodafone McLaren Mercedes     | McLaren MP4-27    | Mercedes-Benz FO108Y | P     |
| 4  | Lewis Hamilton     | Vodafone McLaren Mercedes     | McLaren MP4-27    | Mercedes-Benz FO108Y | P     |
| 5  | Fernando Alonso    | Scuderia Ferrari              | Ferrari F2012     | Ferrari 056          | P     |
| 6  | Felipe Massa       | Scuderia Ferrari              | Ferrari F2012     | Ferrari 056          | P     |
| 7  | Michael Schumacher | Mercedes AMG Petronas F1 Team | Mercedes F1 W03   | Mercedes-Benz FO108Y | P     |
| 8  | Nico Rosberg       | Mercedes AMG Petronas F1 Team | Mercedes F1 W03   | Mercedes-Benz FO108Y | P     |
| 9  | Kimi Räikkönen     | Lotus F1 Team                 | Lotus E20         | Renault RS27-2012    | P     |
| 10 | Romain Grosjean    | Lotus F1 Team                 | Lotus E20         | Renault RS27-2012    | P     |
| 11 | Paul di Resta      | Sahara Force India F1 Team    | Force India VJM05 | Mercedes-Benz FO108Y | P     |
| 12 | Nico Hülkenberg    | Sahara Force India F1 Team    | Force India VJM05 | Mercedes-Benz FO108Y | P     |
| 14 | Kamui Kobayashi    | Sauber F1 Team                | Sauber C31        | Ferrari 056          | P     |
| 15 | Sergio Pérez       | Sauber F1 Team                | Sauber C31        | Ferrari 056          | P     |
| 16 | Daniel Ricciardo   | Scuderia Toro Rosso           | Toro Rosso STR7   | Ferrari 056          | P     |
| 17 | Jean-Éric Vergne   | Scuderia Toro Rosso           | Toro Rosso STR7   | Ferrari 056          | P     |
| 18 | Pastor Maldonado   | Williams F1                   | Williams FW34     | Renault RS27-2012    | P     |
| 19 | Bruno Senna        | Williams F1                   | Williams FW34     | Renault RS27-2012    | P     |
| 20 | Heikki Kovalainen  | Caterham F1 Team              | Caterham CT01     | Renault RS27-2012    | P     |
| 21 | Witalij Pietrow    | Caterham F1 Team              | Caterham CT01     | Renault RS27-2012    | P     |
| 22 | Pedro de la Rosa   | HRT F1 Team                   | HRT F112          | Cosworth CA2012      | P     |
| 23 | Narain Karthikeyan | HRT F1 Team                   | HRT F112          | Cosworth CA2012      | P     |
| 24 | Timo Glock         | Marussia F1 Team              | Marussia MR-01    | Cosworth CA2012      | P     |
| 25 | Charles Pic        | Marussia F1 Team              | Marussia MR-01    | Cosworth CA2012      | P     |
| Nr | Kierowca           | Zespół                        | Samochód          | Silnik               | Opony |

## Wyniki

### Sesje treningowe
| Sesja | Nr | Kierowca        | Konstruktor      | Czas     | Okr. |
| ----- | -- | --------------- | ---------------- | -------- | ---- |
| 1     | 5  | Fernando Alonso | Ferrari          | 1:16,265 | 22   |
| 2     | 3  | Jenson Button   | McLaren-Mercedes | 1:15,746 | 17   |
| 3     | 8  | Nico Rosberg    | Mercedes         | 1:15,159 | 25   |

### Kwalifikacje

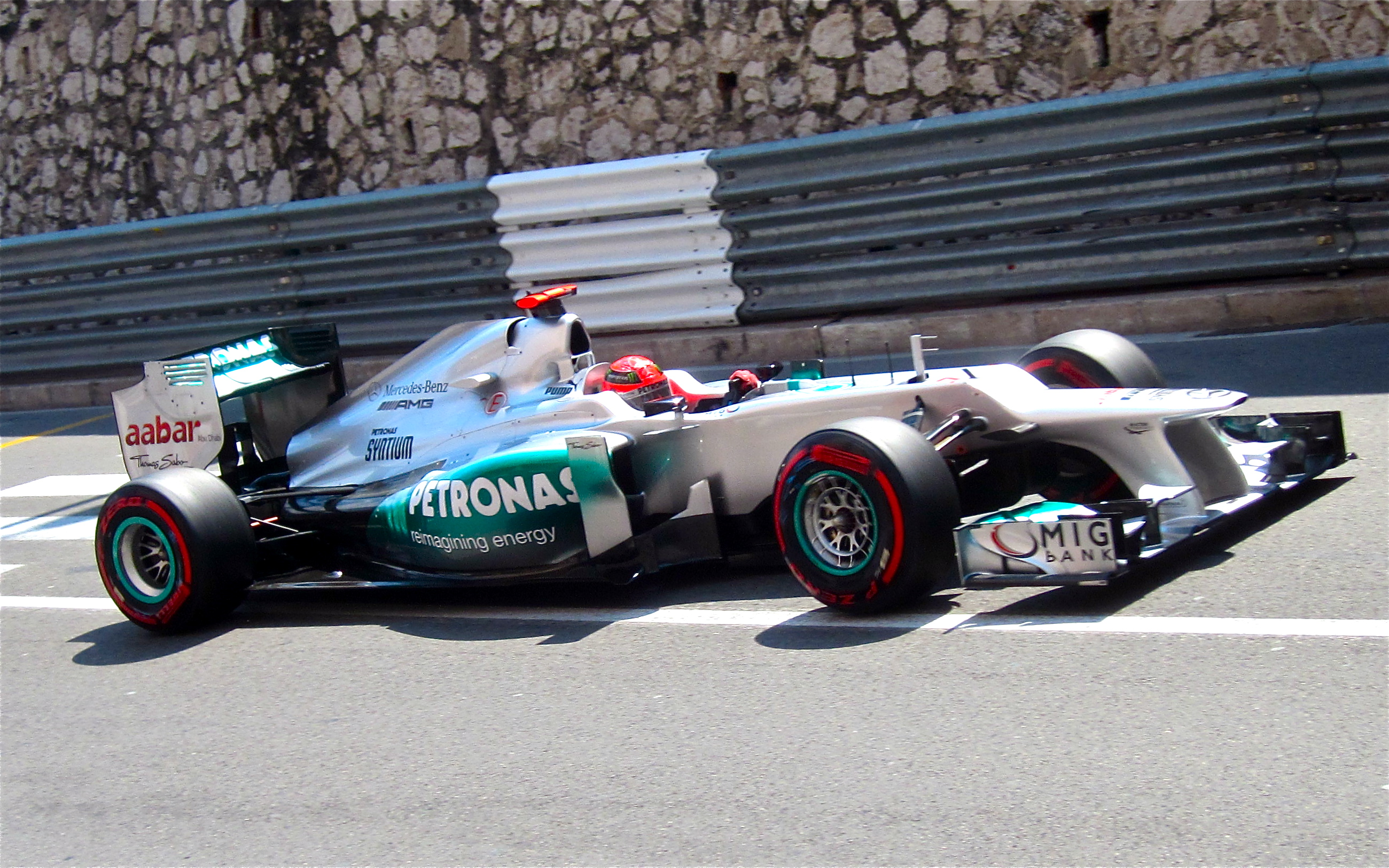
Michael Schumacher po osiągnięciu najlepszego czasu w kwalifikacjach

Źródło: Wyprzedź Mnie!
| Poz. | Nr | Kierowca           | Konstruktor          | Q1       | Q2       | Q3       | Poz. s. |
| --- | --- | ------------------ | -------------------- | -------- | -------- | -------- | ------- |
| 1 | 7 | Michael Schumacher | Mercedes             | 1:15,873 | 1:15,062 | 1:14,301 | 6       |
| 2 | 2 | Mark Webber        | Red Bull-Renault     | 1:16,013 | 1:15,035 | 1:14,381 | 1       |
| 3 | 8 | Nico Rosberg       | Mercedes             | 1:15,900 | 1:15,022 | 1:14,448 | 2       |
| 4 | 4 | Lewis Hamilton     | McLaren-Mercedes     | 1:16,063 | 1:15,166 | 1:14,583 | 3       |
| 5 | 10 | Romain Grosjean    | Lotus-Renault        | 1:15,718 | 1:15,219 | 1:14,639 | 4       |
| 6 | 5 | Fernando Alonso    | Ferrari              | 1:16,153 | 1:15,128 | 1:14,948 | 5       |
| 7 | 6 | Felipe Massa       | Ferrari              | 1:15,983 | 1:14,911 | 1:15,049 | 7       |
| 8 | 9 | Kimi Räikkönen     | Lotus-Renault        | 1:15,889 | 1:15,322 | 1:15,199 | 8       |
| 9 | 18 | Pastor Maldonado   | Williams-Renault     | 1:16,017 | 1:15,026 | 1:15,245 | 24      |
| 10 | 1 | Sebastian Vettel   | Red Bull-Renault     | 1:15,757 | 1:15,234 | –        | 9       |
| 11 | 12 | Nico Hülkenberg    | Force India-Mercedes | 1:15,418 | 1:15,421 | –        | 10      |
| 12 | 14 | Kamui Kobayashi    | Sauber-Ferrari       | 1:15,648 | 1:15,508 | –        | 11      |
| 13 | 3 | Jenson Button      | McLaren-Mercedes     | 1:16,399 | 1:15,536 | –        | 12      |
| 14 | 19 | Bruno Senna        | Williams-Renault     | 1:15,923 | 1:15,709 | –        | 13      |
| 15 | 11 | Paul di Resta      | Force India-Mercedes | 1:16,062 | 1:15,718 | –        | 14      |
| 16 | 16 | Daniel Ricciardo   | Toro Rosso-Ferrari   | 1:16,360 | 1:15,878 | –        | 15      |
| 17 | 17 | Jean-Éric Vergne   | Toro Rosso-Ferrari   | 1:16,491 | 1:16,885 | –        | 16      |
| 18 | 20 | Heikki Kovalainen  | Caterham-Renault     | 1:16,538 | –        | –        | 17      |
| 19 | 21 | Witalij Pietrow    | Caterham-Renault     | 1:17,404 | –        | –        | 18      |
| 20 | 24 | Timo Glock         | Marussia-Cosworth    | 1:17,947 | –        | –        | 19      |
| 21 | 22 | Pedro de la Rosa   | HRT-Cosworth         | 1:18,096 | –        | –        | 20      |
| 22 | 25 | Charles Pic        | Marussia-Cosworth    | 1:18,607 | –        | –        | 21      |
| 23 | 23 | Narain Karthikeyan | HRT-Cosworth         | 1:19,310 | –        | –        | 22      |
| | 15 | Sergio Pérez       | Sauber-Ferrari       | –        | –        | –        | 23      |
| Poz. | Nr | Kierowca           | Konstruktor          | Q1       | Q2       | Q3       | Poz. s. |
| \| Legenda \| Legenda \| \| ------------------------ \| ---------------------------------------------------------------------------------------------------------------------------------------------------------------------------------------------------------------------------------------------------------------- \| \| Poz. Nr Q1 Q2 Q3 Poz. s. \| Pozycja zajęta w sesji kwalifikacyjnej Numer startowy kierowcy Wynik uzyskany w pierwszej części kwalifikacji Wynik uzyskany w drugiej części kwalifikacji Wynik uzyskany w trzeciej części kwalifikacji Pozycja startowa po uwzględnięniu kar, przesunięć, itp. \| | |                    |                      |          |          |          |         |
| Legenda | |                    |                      |          |          |          |         |
| Poz. Nr Q1 Q2 Q3 Poz. s. | Pozycja zajęta w sesji kwalifikacyjnej Numer startowy kierowcy Wynik uzyskany w pierwszej części kwalifikacji Wynik uzyskany w drugiej części kwalifikacji Wynik uzyskany w trzeciej części kwalifikacji Pozycja startowa po uwzględnięniu kar, przesunięć, itp. |                    |                      |          |          |          |         |

### Wyścig

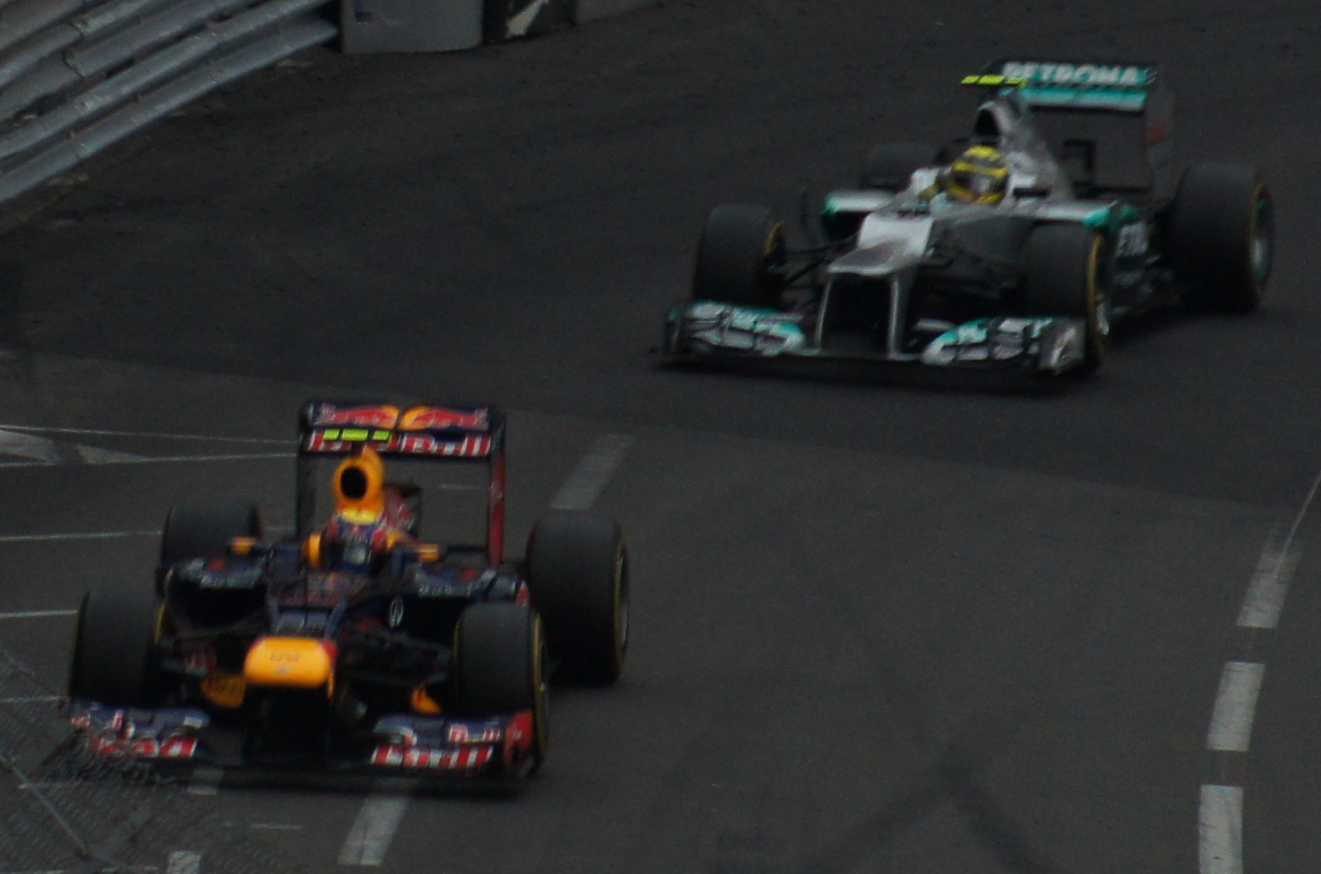
Mark Webber i Nico Rosberg podczas ostatniego okrążenia wyścigu

Źródło: Wyprzedź Mnie!
| P                 | + / –     | Nr | Kierowca           | Konstruktor          | Okr. | Czas / Strata          | Komentarz             |
| ----------------- | --------- | -- | ------------------ | -------------------- | ---- | ---------------------- | --------------------- |
| 1                 | Bez zmian | 2  | Mark Webber        | Red Bull-Renault     | 78   | 1h46m06,557            |                       |
| 2                 | Bez zmian | 8  | Nico Rosberg       | Mercedes             | 78   | +0:00,643              |                       |
| 3                 | 2         | 5  | Fernando Alonso    | Ferrari              | 78   | +0:00,947              |                       |
| 4                 | 5         | 1  | Sebastian Vettel   | Red Bull-Renault     | 78   | +0:01,343              |                       |
| 5                 | 2         | 4  | Lewis Hamilton     | McLaren-Mercedes     | 78   | +0:04,101              |                       |
| 6                 | 1         | 6  | Felipe Massa       | Ferrari              | 78   | +0:06,195              |                       |
| 7                 | 7         | 11 | Paul di Resta      | Force India-Mercedes | 78   | +0:41,537              |                       |
| 8                 | 2         | 12 | Nico Hülkenberg    | Force India-Mercedes | 78   | +0:42,562              |                       |
| 9                 | 1         | 9  | Kimi Räikkönen     | Lotus-Renault        | 78   | +0:44,036              |                       |
| 10                | 3         | 19 | Bruno Senna        | Williams-Renault     | 78   | +0:44,516              |                       |
| 11                | 13        | 15 | Sergio Pérez       | Sauber-Ferrari       | 77   | +1 okr.                | [ a ]                 |
| 12                | 4         | 17 | Jean-Éric Vergne   | Toro Rosso-Ferrari   | 77   | +1 okr. (34,649)       |                       |
| 13                | 4         | 20 | Heikki Kovalainen  | Caterham-Renault     | 77   | +1 okr. (05,772)       |                       |
| 14                | 5         | 24 | Timo Glock         | Marussia-Cosworth    | 77   | +1 okr. (04,250)       |                       |
| 15                | 7         | 23 | Narain Karthikeyan | HRT-Cosworth         | 76   | +2 okr.                |                       |
| 16                | 3         | 3  | Jenson Button      | McLaren-Mercedes     | 70   | +8 okr.                | uszkodzenia z kolizji |
| Niesklasyfikowani |           |    |                    |                      |      |                        |                       |
|                   |           | 16 | Daniel Ricciardo   | Toro Rosso-Ferrari   | 65   | układ kierowniczy      |                       |
|                   |           | 25 | Charles Pic        | Marussia-Cosworth    | 64   | elektryka              |                       |
|                   |           | 7  | Michael Schumacher | Mercedes             | 63   | ciśnienie paliwa       |                       |
|                   |           | 21 | Witalij Pietrow    | Caterham-Renault     | 15   | elektryka              |                       |
|                   |           | 14 | Kamui Kobayashi    | Sauber-Ferrari       | 5    | uszkodzenia z kolizji  |                       |
|                   |           | 22 | Pedro de la Rosa   | HRT-Cosworth         | 0    | kolizja z Maldonado    |                       |
|                   |           | 18 | Pastor Maldonado   | Williams-Renault     | 0    | kolizja z de la Rosą   |                       |
|                   |           | 10 | Romain Grosjean    | Lotus-Renault        | 0    | kolizja z Schumacherem |                       |
| P                 | + / –     | Nr | Kierowca           | Konstruktor          | Okr. | Czas / Strata          | Komentarz             |

### Najszybsze okrążenie
Źródło: Wyprzedź Mnie!
| Nr | Kierowca     | Konstruktor | Czas     | Okr. |
| -- | ------------ | ----------- | -------- | ---- |
| 15 | Sergio Pérez | Sauber      | 1:17,296 | 49   |

## Prowadzenie w wyścigu
| Nr                              | Kierowca         | Okrążenia   | Suma |
| ------------------------------- | ---------------- | ----------- | ---- |
| 2                               | Mark Webber      | 1-29, 46-78 | 61   |
| 1                               | Sebastian Vettel | 31-46       | 15   |
| 5                               | Fernando Alonso  | 29-30       | 1    |
| 6                               | Felipe Massa     | 30-31       | 1    |
| \| Wykres \| \| ------ \| \| \| |                  |             |      |
| Wykres                          |                  |             |      |
|                                 |                  |             |      |

## Klasyfikacja po wyścigu

### Kierowcy
| P  | +/− | Kierowca           | Starty | Punkty | P1 | P2 | P3 | PP | NO | NS |
| -- | --- | ------------------ | ------ | ------ | -- | -- | -- | -- | -- | -- |
| 1  | +1  | Fernando Alonso    | 6      | 76     | 1  | 1  | 1  | –  | –  | –  |
| 2  | −1  | Sebastian Vettel   | 6      | 73     | 1  | 1  | –  | 1  | 1  | –  |
| 3  | +2  | Mark Webber        | 6      | 73     | 1  | –  | –  | 1  | –  | –  |
| 4  | −1  | Lewis Hamilton     | 6      | 63     | –  | –  | 3  | 2  | –  | –  |
| 5  | +2  | Nico Rosberg       | 6      | 59     | 1  | 1  | –  | 1  | –  | –  |
| 6  | −2  | Kimi Räikkönen     | 6      | 51     | –  | 1  | 1  | –  | 1  | –  |
| 7  | −1  | Jenson Button      | 6      | 45     | 1  | 1  | –  | –  | 1  | –  |
| 8  | 0   | Romain Grosjean    | 6      | 35     | –  | –  | 1  | –  | 1  | 3  |
| 9  | 0   | Pastor Maldonado   | 6      | 29     | 1  | –  | –  | 1  | –  | 2  |
| 10 | 0   | Sergio Pérez       | 6      | 22     | –  | 1  | –  | –  | 1  | 1  |
| 11 | +1  | Paul di Resta      | 6      | 21     | –  | –  | –  | –  | –  | –  |
| 12 | −1  | Kamui Kobayashi    | 6      | 19     | –  | –  | –  | –  | 1  | 2  |
| 13 | 0   | Bruno Senna        | 6      | 15     | –  | –  | –  | –  | –  | 1  |
| 14 | +3  | Felipe Massa       | 6      | 10     | –  | –  | –  | –  | –  | 1  |
| 15 | 0   | Nico Hülkenberg    | 6      | 7      | –  | –  | –  | –  | –  | 1  |
| 16 | −2  | Jean-Éric Vergne   | 6      | 4      | –  | –  | –  | –  | –  | –  |
| 17 | −1  | Daniel Ricciardo   | 6      | 2      | –  | –  | –  | –  | –  | 1  |
| 18 | 0   | Michael Schumacher | 6      | 2      | –  | –  | –  | –  | –  | 4  |
| 19 | +3  | Heikki Kovalainen  | 6      | 0      | –  | –  | –  | –  | –  | 1  |
| 20 | −1  | Timo Glock         | 6      | 0      | –  | –  | –  | –  | –  | –  |
| 21 | −1  | Charles Pic        | 6      | 0      | –  | –  | –  | –  | –  | 3  |
| 22 | +2  | Narain Karthikeyan | 5      | 0      | –  | –  | –  | –  | –  | 1  |
| 23 | −2  | Witalij Pietrow    | 6      | 0      | –  | –  | –  | –  | –  | 2  |
| 24 | −1  | Pedro de la Rosa   | 5      | 0      | –  | –  | –  | –  | –  | 1  |
| P  | +/− | Kierowca           | Starty | Punkty | P1 | P2 | P3 | PP | NO | NS |

### Konstruktorzy
| P  | +/− | Konstruktor          | Starty | Punkty | P1 | P2 | P3 | PP | NO | NS |
| -- | --- | -------------------- | ------ | ------ | -- | -- | -- | -- | -- | -- |
| 1  | 0   | Red Bull-Renault     | 12     | 146    | 2  | 1  | –  | 2  | 1  | –  |
| 2  | 0   | McLaren-Mercedes     | 12     | 108    | 1  | 1  | 3  | 2  | 1  | –  |
| 3  | +1  | Ferrari              | 12     | 86     | 1  | 1  | 1  | –  | –  | 1  |
| 4  | −1  | Lotus-Renault        | 12     | 86     | –  | 1  | 2  | –  | 2  | 3  |
| 5  | 0   | Mercedes             | 12     | 61     | 1  | 1  | –  | 1  | –  | 4  |
| 6  | 0   | Williams-Renault     | 12     | 44     | 1  | –  | –  | 1  | –  | 3  |
| 7  | 0   | Sauber-Ferrari       | 12     | 41     | –  | 1  | –  | –  | 2  | 2  |
| 8  | 0   | Force India-Mercedes | 12     | 28     | –  | –  | –  | –  | –  | 1  |
| 9  | 0   | Toro Rosso-Ferrari   | 12     | 6      | –  | –  | –  | –  | –  | 1  |
| 10 | +1  | Caterham-Renault     | 12     | 0      | –  | –  | –  | –  | –  | 3  |
| 11 | −1  | Marussia-Cosworth    | 12     | 0      | –  | –  | –  | –  | –  | 3  |
| 12 | 0   | HRT-Cosworth         | 10     | 0      | –  | –  | –  | –  | –  | 2  |
| P  | +/− | Konstruktor          | Starty | Punkty | P1 | P2 | P3 | PP | NO | NS |